# Pseudomysidia lepida
Pseudomysidia lepida är en insektsart som beskrevs av Broomfield 1985. Pseudomysidia lepida ingår i släktet Pseudomysidia och familjen Derbidae. Inga underarter finns listade i Catalogue of Life.